# Vidame
De titel van vidame was een Franse feodale titel waarmee een militair vertegenwoordiger van een bisschop werd aangeduid. De vidame heeft in de heraldiek zijn eigen rangkroon, op hetzelfde niveau als burggraaf (vicomte). Ook de varianten vidome en vidomne kwamen voor, de term is afgeleid van vicedominus, Middeleeuws Latijn voor 'plaatsvervanger van de heer'. 
De adellijke titel vidame is zeldzaam, en eerder middeleeuws. Voor de rol van wereldlijke beschermer van kerken of abdijen bestond er in de middeleeuwen overigens een meer algemene titel, die van "avoué". Het domein van een avoué was een vouerie.
Hoewel de titel zeldzaam en oubollig was, ontving de jonge hertog van Saint-Simon van zijn vader de titel vidame van Chartres, volgens biograaf Georges Poisson, om een "antiek" cachet te geven aan de recente hertogstitel van Saint-Simons.